# Ksamil
Ksamil (en albanés: Ksamili, en griego: Εξαμίλι) es un pueblo y un antiguo municipio de la riviera del sur de Albania, y parte del Parque nacional de Butrinto. En la reforma del gobierno local de 2015, se convirtió en una subdivisión del municipio Sarandë. La población en el censo de 2011 era de 2994; mientras que según las Oficinas Civiles, fue de 9.220. La unidad municipal consta de los pueblos Ksamil y Manastir. El pueblo costero de Ksamil fue establecido durante la era comunista, concretamente en 1966, y está ubicado al sur de la ciudad de Sarandë en la carretera a Butrinto.

## Economía
Durante el comunismo, la zona se hizo famosa por la producción de aceite de oliva, limones y mandarinas. En 2010, las autoridades nacionales demolieron más de 200 estructuras ilegales que violaban el plan maestro de la ciudad y la integridad del Parque Nacional de Butrinto. Las autoridades aún no han retirado algunos restos de los edificios demolidos.

## Demografía
En 1992, el pueblo de Ksamil estaba habitado por una población mixta de albaneses musulmanes (1125), albaneses ortodoxos (210) y griegos (520).
Según estimaciones oficiales (2014), la población de la comuna de Ksamil ascendía a 9.215, de los cuales 4.207 eran miembros de la minoría griega, siete de la minoría arumana y el resto, albaneses.

## Atracciones turísticas
Ksamil es uno de los centros turísticos costeros más frecuentados por turistas nacionales y extranjeros. La playa de Ksamil y la costa jónica de Albania, más al norte, se incluyeron entre las 20 mejores ofertas de vacaciones en la playa de The Guardian en 2013. Las principales atracciones son las cercanas islas Ksamil. Las playas caribeñas de arena blanca en Ksamil le dieron a la ciudad un gran impulso turístico. Los albaneses de Kosovo y otras áreas de habla albanesa visitaron Ksamil en los últimos años, pero cada vez más turistas internacionales visitan la playa. Esto lleva, por ejemplo, a nuevas instalaciones hoteleras, pero también a precios más caros. Otras actividades son el Syri i kaltër en Muzinë, el Parque nacional de Butrinto, Sarandë y también algunas otras playas menores que se encuentran al norte de Ksamil.

## Galería

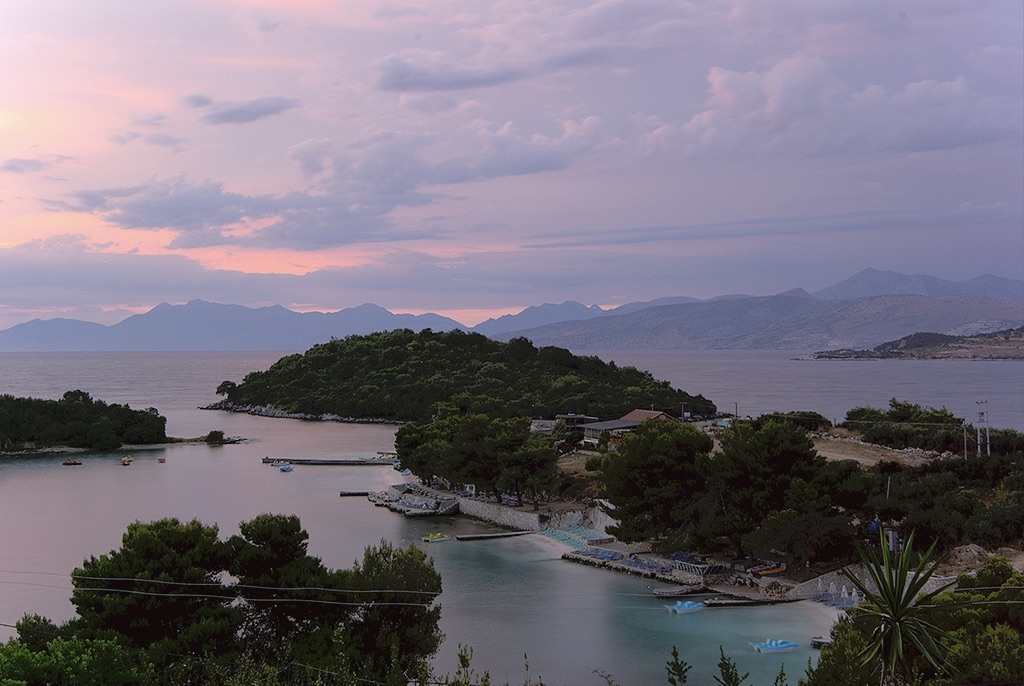
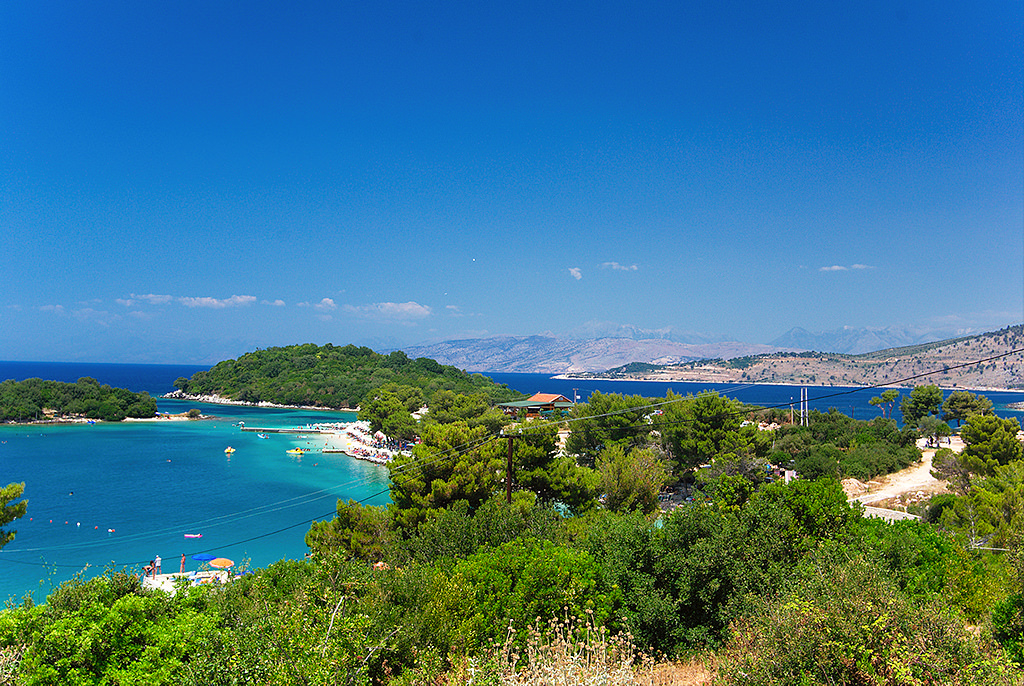
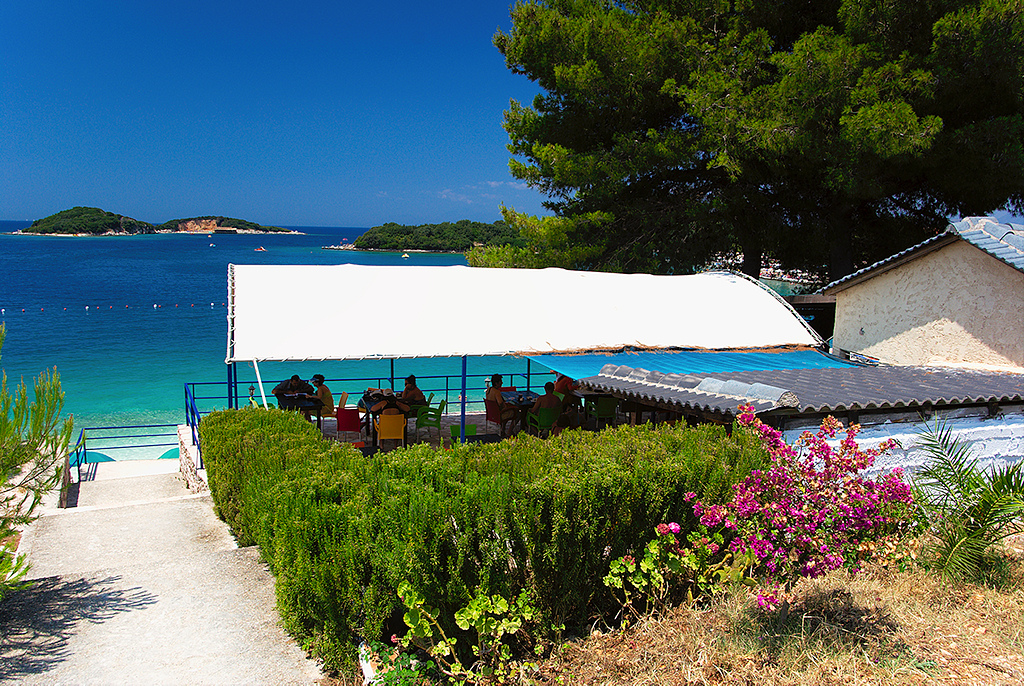
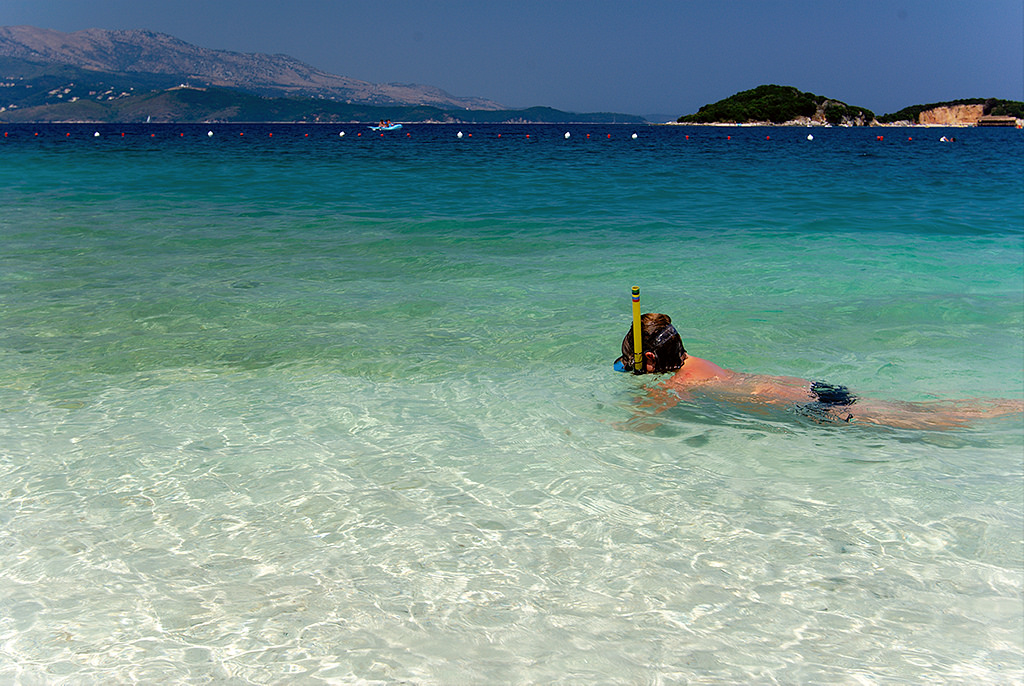
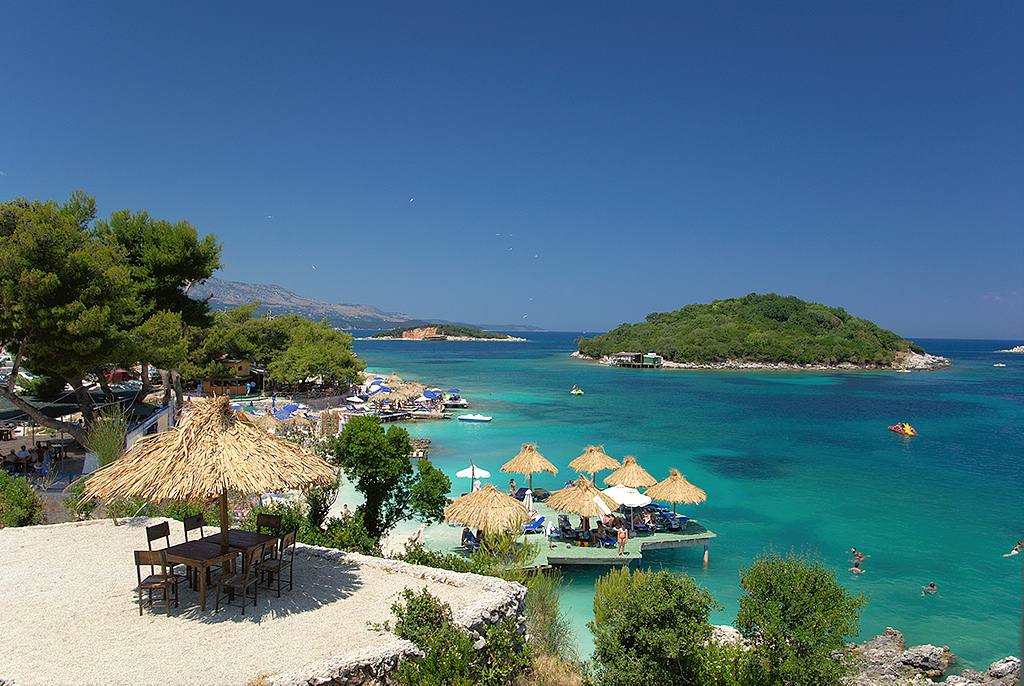
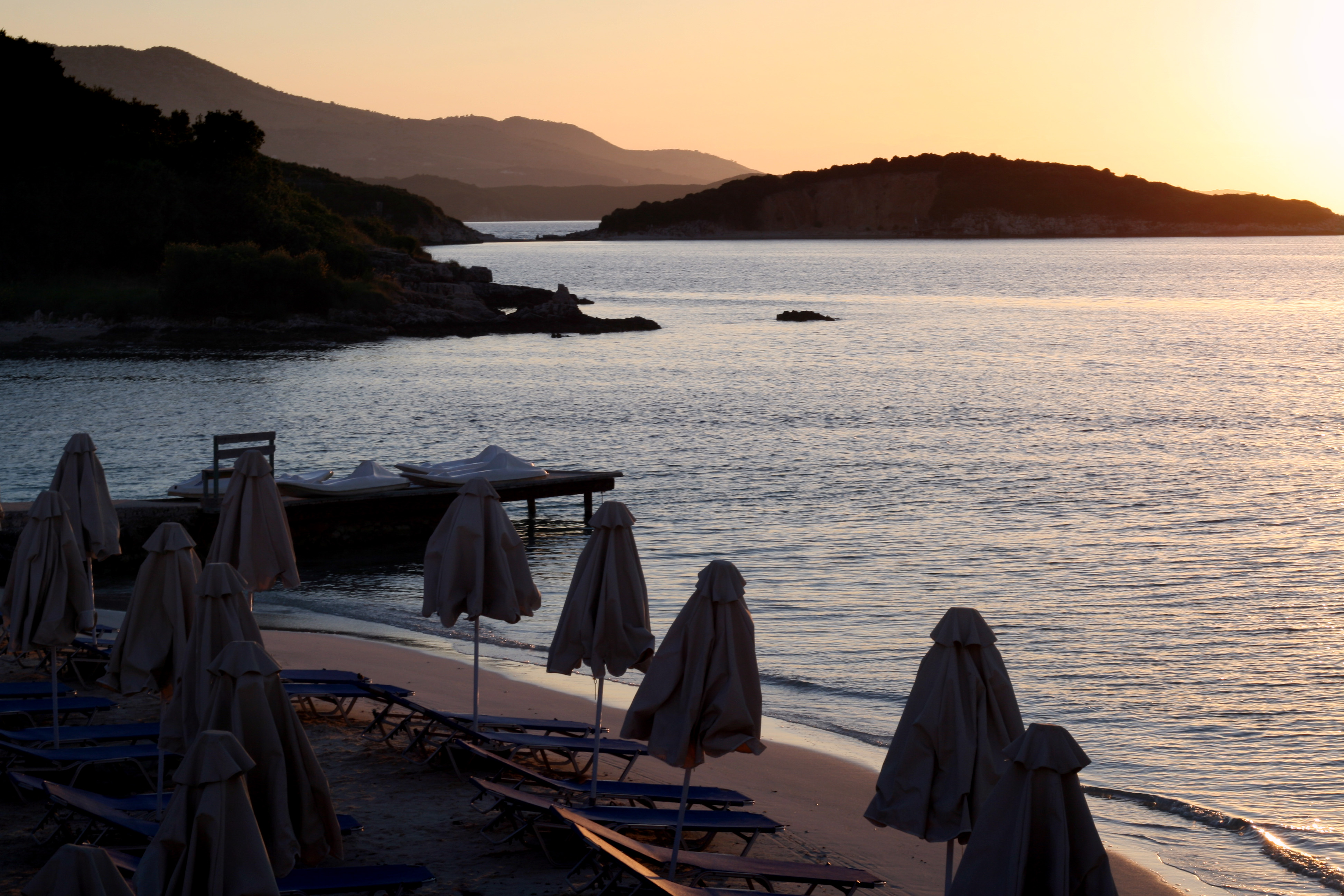
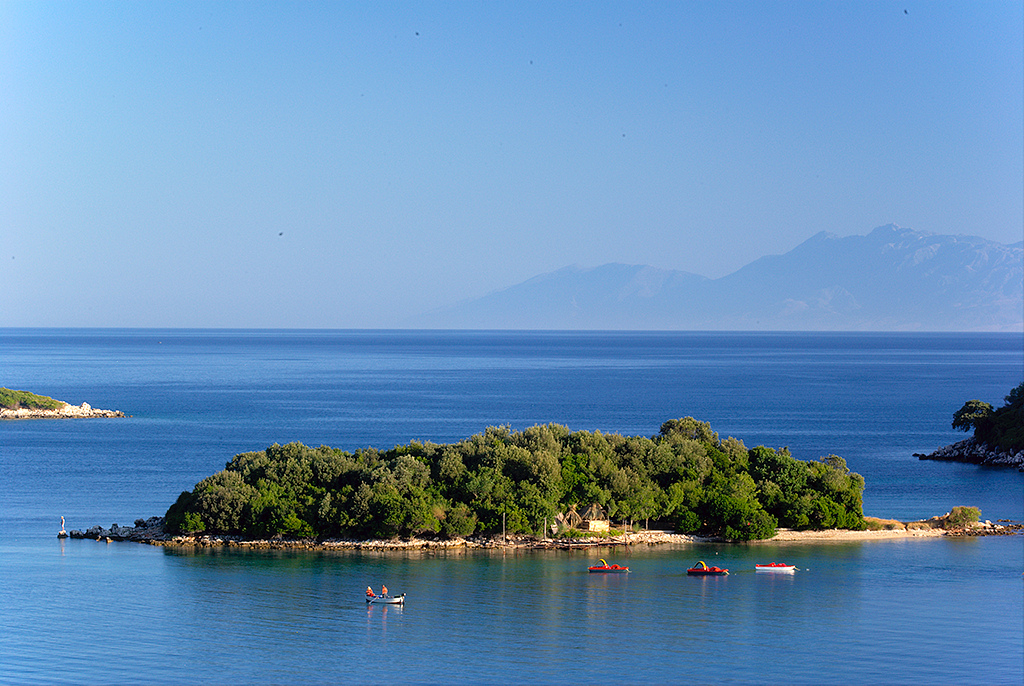